# Nadvirna

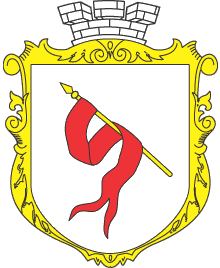
Nadvirnas vapen.

Nadvirna (ukrainska: Надвірна uttal (fil); ryska: Надворная, Nadvornaja; polska: Nadwórna) är en stad i Ivano-Frankivsk oblast i västra Ukraina. Nadvirna hade 20 620 invånare år 2004.